# Потулов, Лев Владимирович
Лев Владимирович Потулов (12 (24) мая 1877, Санкт-Петербург, Российская империя — после 1931) — российский государственный деятель; бакинский (1916—1917) и кутаисский губернатор (1914—1916), действительный статский советник.

## Биография
Родился 12 мая 1877 года в дворянской семье.
В 1892 году поступил в VI класс Пажеского корпуса. 30 сентября 1895 года был произведён в придворный чин камер-пажа и назначен в свиту великой княгини Елисавете Маврикиевне, а 13 октября 1895 года был возведён в чин старшего камер-пажа. 12 августа 1896 года окончил Пажеский корпус и назначен поручиком в Преображенский лейб-гвардии полк. С 1901 года находялся в запасе (в 1908 году уволен от военной службы).
11 января 1902 года поступил на службу в Министерство внутренних дел, 2 сентября 1904 года (Высочайший приказ от 22.04.1906) присвоен чин надворного советника.
С 5 ноября 1906 года — чиновник особых поручений VI-го класса по общим делам при министре внутренних дел, а позднее — и. о. столоначальника I-го отделения Департамента духовных дел иностранных вероисповеданий.
В 1908 году, его дядя, генерал-адъютант, бывший министр внутренних дел Российской империи князь Пётр Дмитриевич Святополк-Мирский обратился с просьбой к министру Петру Аркадьевичу Столыпину с просьбой о внесении имени Льва Потулова в кандидатский список на замещение вице-губернаторской должности.
16 мая 1911 года коллежский советник (позднее — статский советник) Лев Потулов занял должность бакинского вице-губернатора.
В 1914 году в чине действительного статского советника стал кутаисским губернатором, а с 1916 по 1917 год — бакинским губернатором..
В 1931 году упоминается находящимся в эмиграции на территории Югославии

## Семья
- Дед — Ипполит Михайлович Потулов, занимал пост вице-губернатора Псковской губернии (5.07.1843 — 3.03.1856), губернатор Оренбургской губернии (3.03.1856 — 14.02.1858). Был женат на Софье Петровне Потуловой, урождённой Львовой (8.9.1824 — 24.04.1879), похоронена на Евфросиниевском кладбище в Вильнюсе.
- Отец — Владимир Ипполитович Потулов (1846 — после 1913), действительный статский советник, городской голова Пензы (1906—1913).
- Мать — Вера Александровна Потулова, урожденная фон Берс (11.10.1848 — 08.05.1908), приходилась двоюродной сестрой жене Л. Н. Толстого — Софье Андреевне Берс (Толстой). Похоронена в некрополе Спасо-Преображенского монастыря города Пензы[3].
- Брат — Александр Владимирович (1880—1933)
- Сестра — Вера Владимировна
- Сестра — София Владимировна
- Жена — Мария Владимировна фон Ден (1872—1912), фрейлина императрицы, дочь генерала Владимира Александровича фон Дена.

## Награды
- Орден Святой Анны II степени
- вензелевое изображение имени почившего Государя Императора Александра IIΙ
- Медаль «В память коронации Императора Николая II» (1896)
- Медаль «В память 300-летия царствования дома Романовых» (1913)